# Embargo
Embargo je postupak neke države ili skupine država koji ograničava isplovljenje brodova ili kretanje roba iz nekih ili svih područja jedne države u jednu ili više drugih država.
Trgovinski embargo je zabrana izvoza u jednu ili više država. Strateški embargo ograničava samo prodaju roba koje neposredno i na poseban način utječu na vojnu moć neke države. Slično tome, naftni embargo zabranjuje samo izvoz nafte. Opći embargo najčešće dopušta izvoz određene robe (npr. medicinskih i prehrambenih proizvoda) iz humanitarnih razloga. 
Većina multilateralnih embarga imaju posebne klauzule (eng. escape clauses) koji određuju ograničeni sklop uvjeta pod kojima neki izvoznici mogu biti izuzeti od uvedenih zabrana. Embargo je sredstvo ekonomskog ratovanja koji se može primijeniti u različite političke svrhe, poput pokazivanja odlučnosti, slanja političkih poruka, odgovora na postupke druge države, primoravanja neke države na promjenu ponašanja, odvraćanja od uključivanja u neželjene aktivnosti ili slabljenja njene vojne moći.